# إسبلاناد الأنفاليد

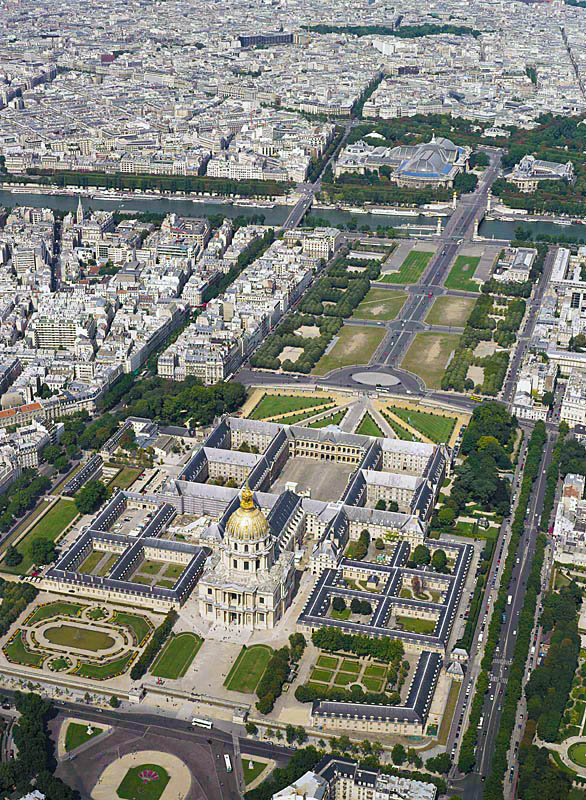
منظر جوي حيث يظهر في المقدمة مجمع الأنفاليد. وفي الخلفية المتنزه الذي يسبقه فناء أمامي خاص بالمجمع به حدائق فرنسية تتقاطع مع خمسة مسارات على شكل قدم الغراب. وتمتد الممرات المزروعة بأشجار الليمون الفضي على طول أحواض العشب الجانبية الستة.

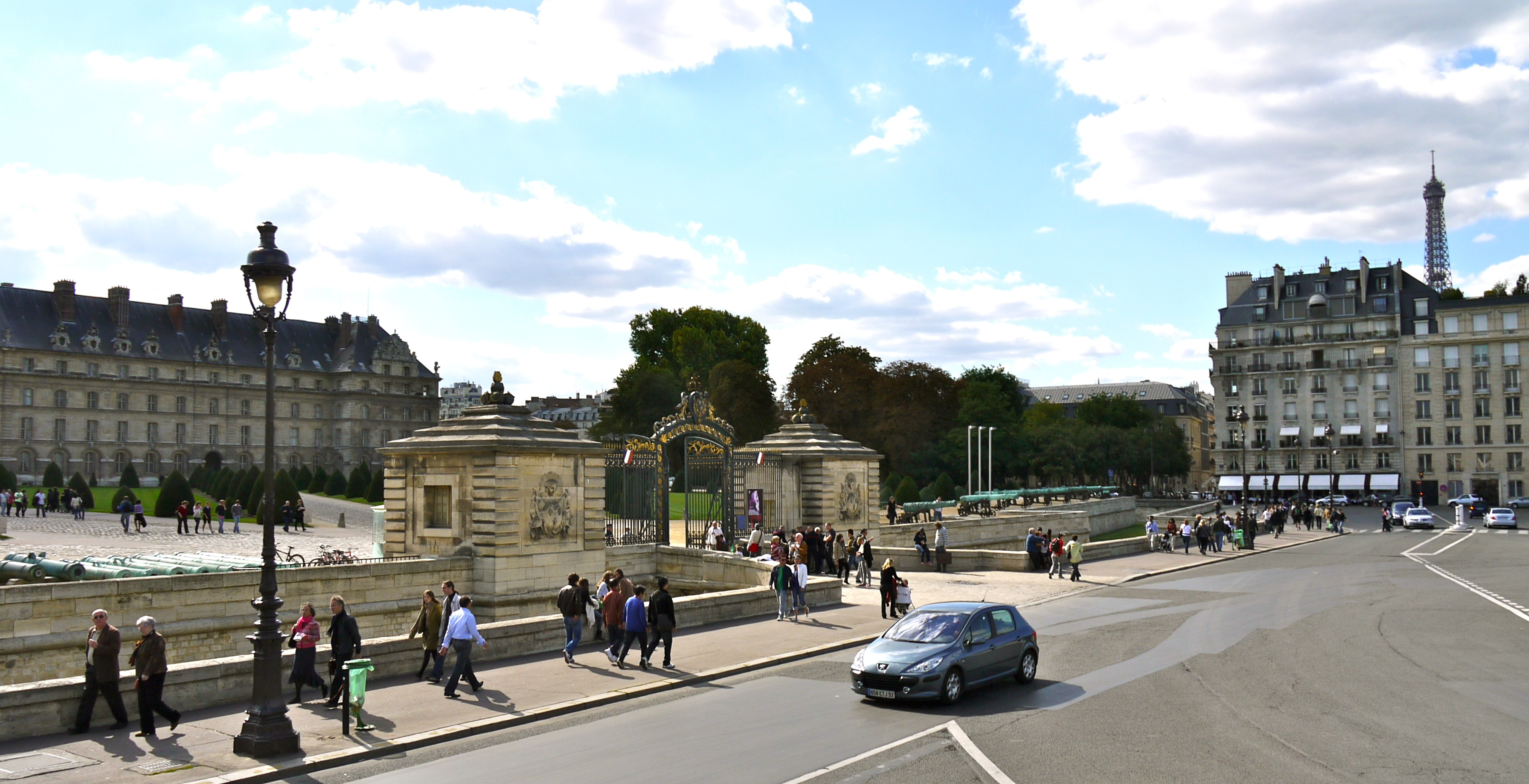
تفصل بوابة الدخول الضخمة المتنزه عن الفناء الأمامي الذي تحميه الخنادق. قام فيسكونتي ببناء جناحين حجريين صغيرين يحيطان بهذه البوابة. الذي على اليسار كان مخصصًا للبواب، والذي على اليمين لغرفة الحراسة.

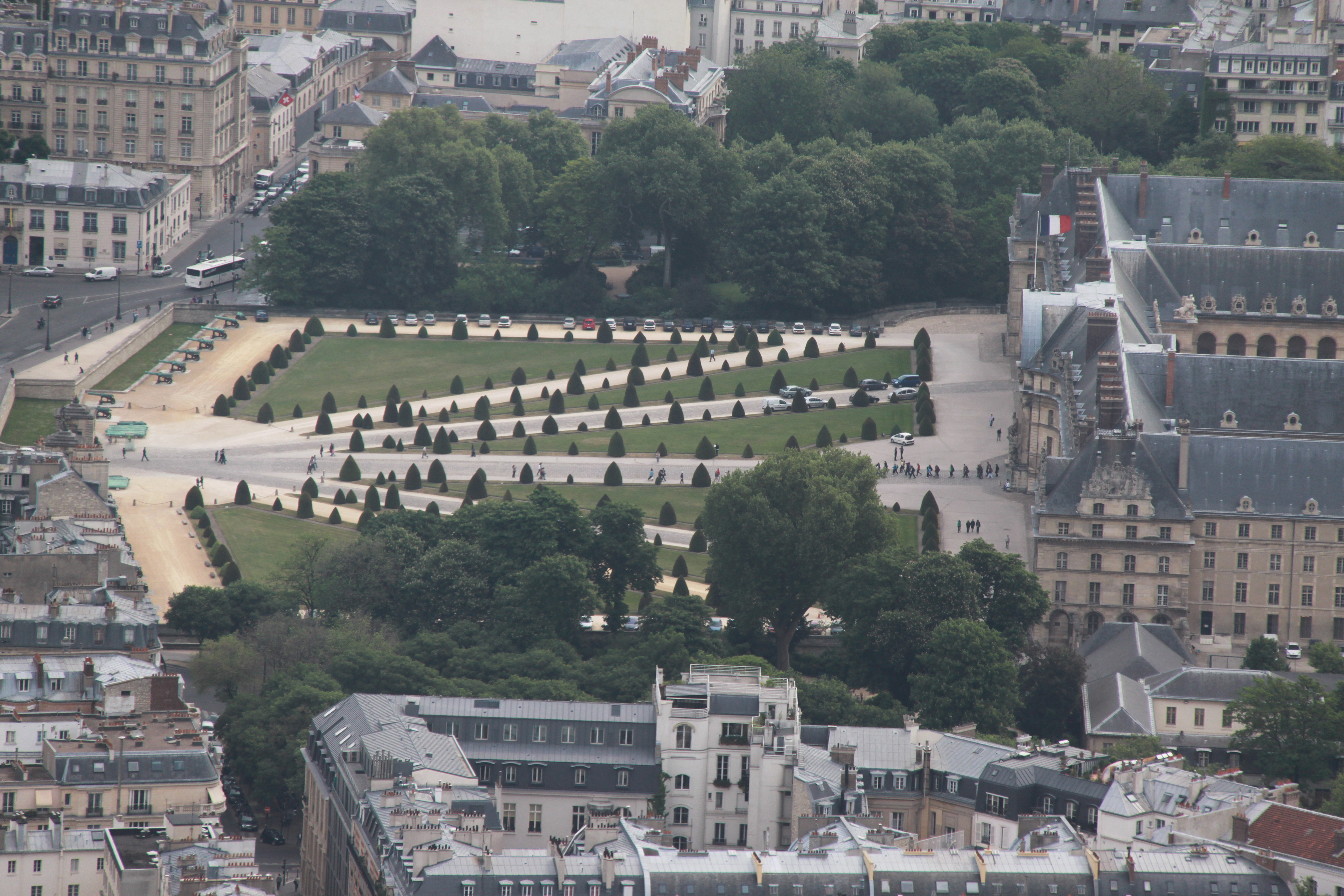
تم وضع عدد كبير من المدافع القديمة المأخوذة من العدو على أرض الخنادق.

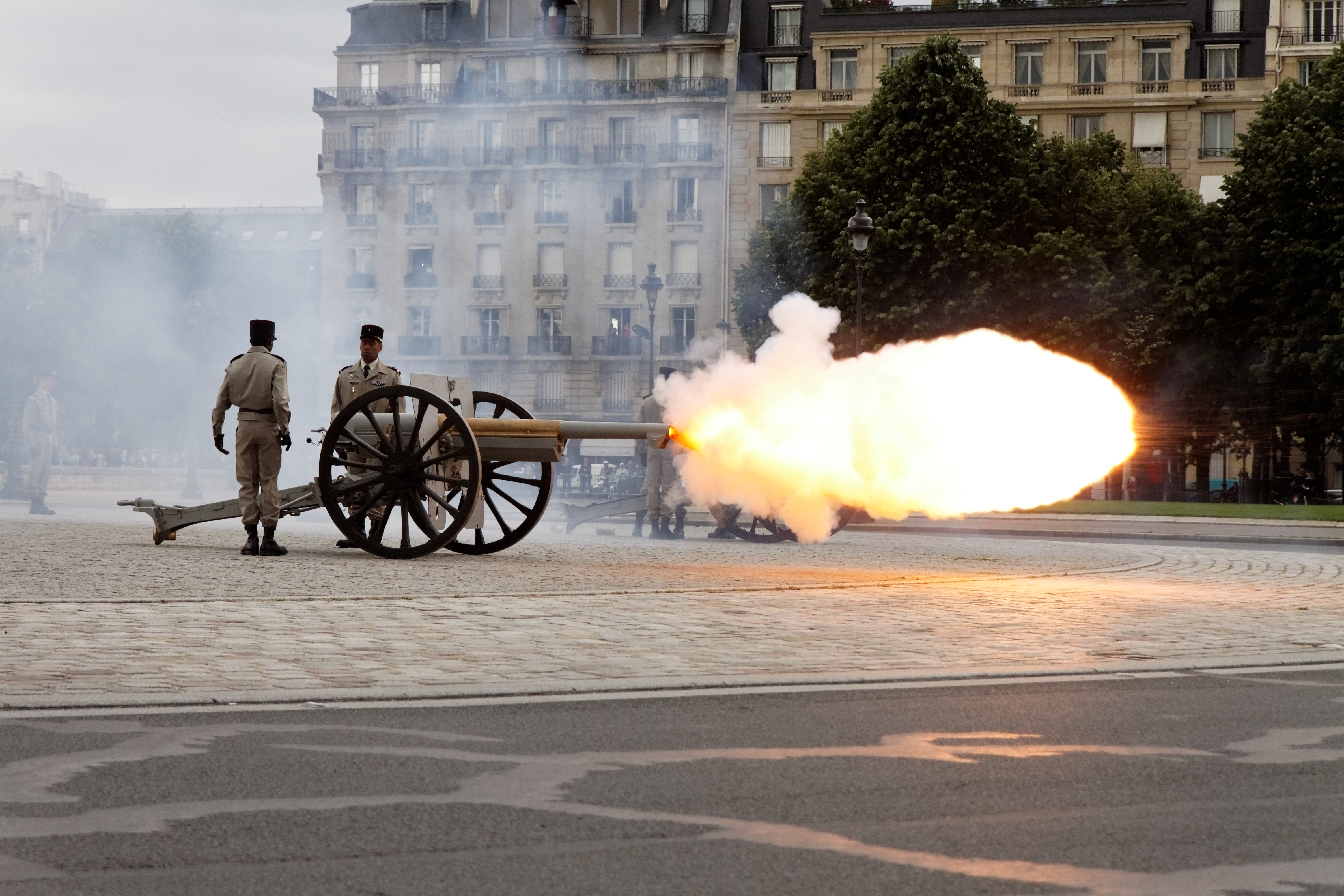
وفي الساحة، تطلق البطارية الفخرية للمدفعية الفرنسية 21 طلقة تحية أثناء حفل تنصيب رئيس الجمهورية الفرنسية.

إسبلاناد الْأَنْفَالِيد (بالفرنسية: esplanade des Invalides)، وتعني بالعربي فناء (أو إسبلاناد) معاقين الحرب، وسمى بذلك نسبة إلى قربه من مجمع معاقين الحرب. يعد المتنزه مساحة خضراء باريسية شاسعة تم إنشاؤها في بداية القرن الثامن عشر.

## الموقع والوصول
يقع بين شارعي ساحة الأنفاليد ورصيف أورسيه، وهو يقابل الواجهة الشمالية لمجمع الأنفاليد.
يمكن الوصول اليه من خلال مترو باريس عن طريق الخطين 8 و13 في محطة إنفاليد.

## تاريخيا
من عام 1704 إلى عام 1720، جزء من منطقة Pre-aux-Clercs سمى "" بري سان جيرمان » تم تحويله حسب مخططات المهندس المعماري روبرت دي كوت إلى ساحة واسعة مستطيلة الشكل مزروعة بالعشب وتحدها عدة صفوف من الأشجار. كان الغرض الأصلي من هذه المساحة هو إنشاء حديقة نباتية حيث يمكن لمعاقي الحرب زراعة الخضروات، وكذلك مقابلة الباريسيين. وبهذه الطريقة، لم يكن المحاربون القدامى منعزلين على الرغم من إعاقتهم.
امتد هذا المتنزه بعد ذلك من ساحة الأنفاليد إلى شارع الجامعة. وبموجب مرسوم صادر في 4 ديسمبر 1720 يهدف إلى تحسين منطقة جروس كايو، تم تمديد المتنزه شمالًا إلى رصيف اورسيه. وتميز وسط المنتزه بتقاطع طريقين، شارع الأنفاليد، اليوم شارع دو مارشال جالييني، وشارع سانت دومينيك، كان هذا التقاطع يشغله دوار استضاف بين عامي 1804 و 1840 نافورة إنفاليد.

كانت المنتزه مسرحًا لأحداث رسمية كبرى، مثل الاحتفال بتاريخ 10 أغسطس 1793، أو المعرض الصناعي عام 1806، أو حفل عودة رماد نابليون في 15 ديسمبر 1840. وبمناسبة احتفالات العاشر من اغسطس 1793، تم نصب تمثال ضخم والذي كان يمثل هرقل وهو يذبح هيدرا الفيدرالية، في وسط الساحة. لقد كان يرمز إلى الانتصار الأخير لمجموعة الجبل على أعدائهم السياسيين ( الجيروندين والفيدراليين) وعلى جماعة الماريه (المستنقع). أثناء مراسم عودة الرماد، كانت الساحة مليئة بمدرجات مخصصة لاستيعاب 36 000 متفرج وتم تزيين الشارع باثنين وثلاثين تمثالاً لرجال مشهورين.

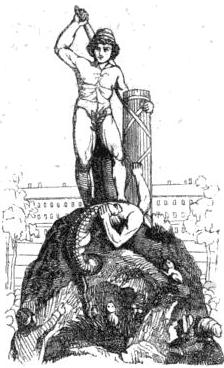
رُفِع التمثال في وسط المتنزه أغسطس 1793.
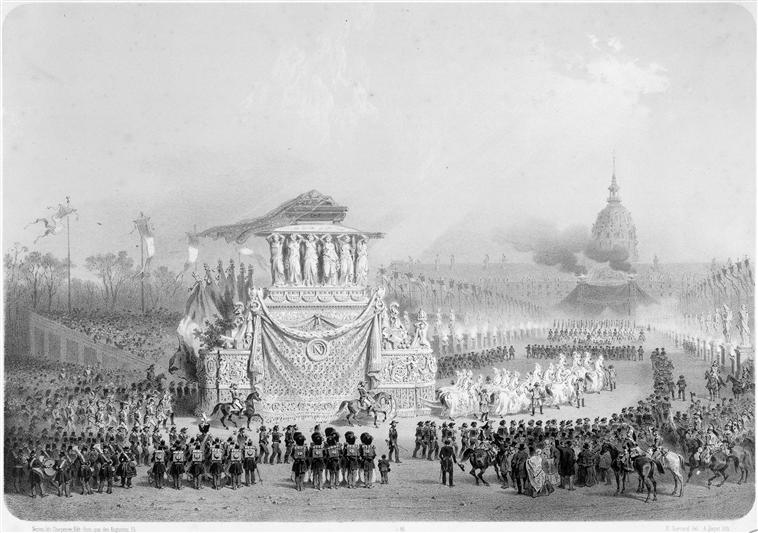
عربة جنازة نابليون تتقدم في الشارع 15 ديسمبر 1840.
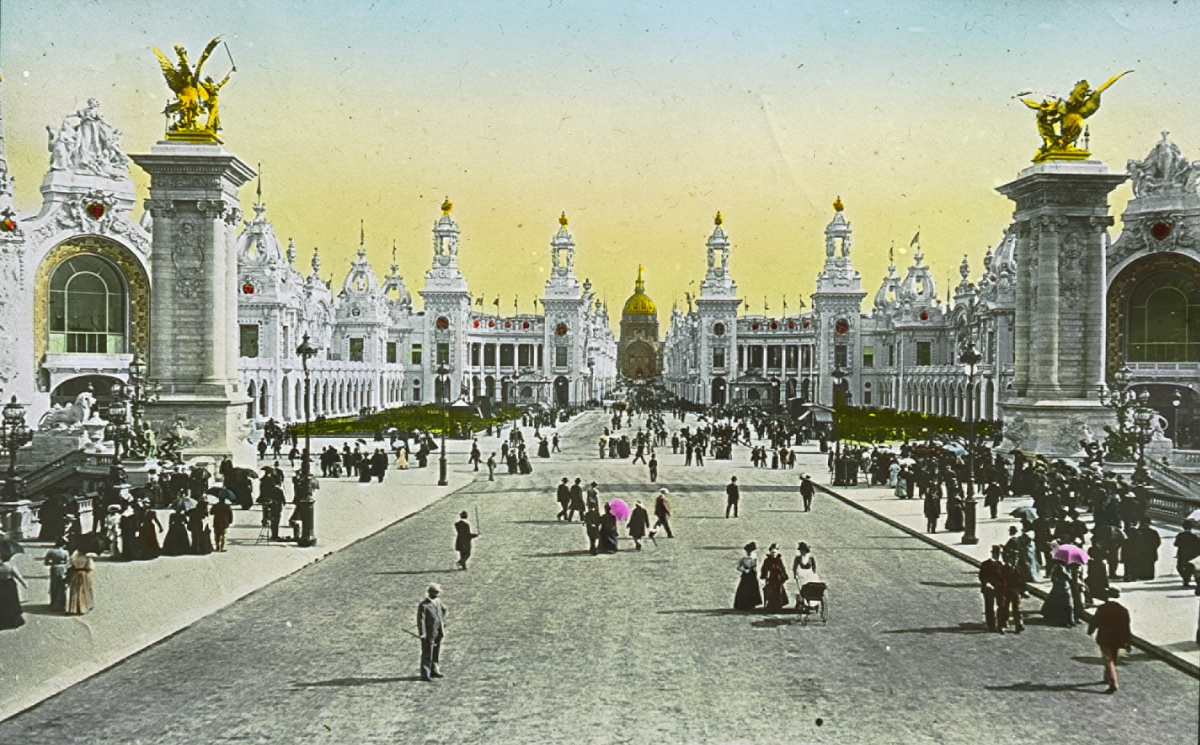
المتنزه خلال المعرض الدولي عام 1900.
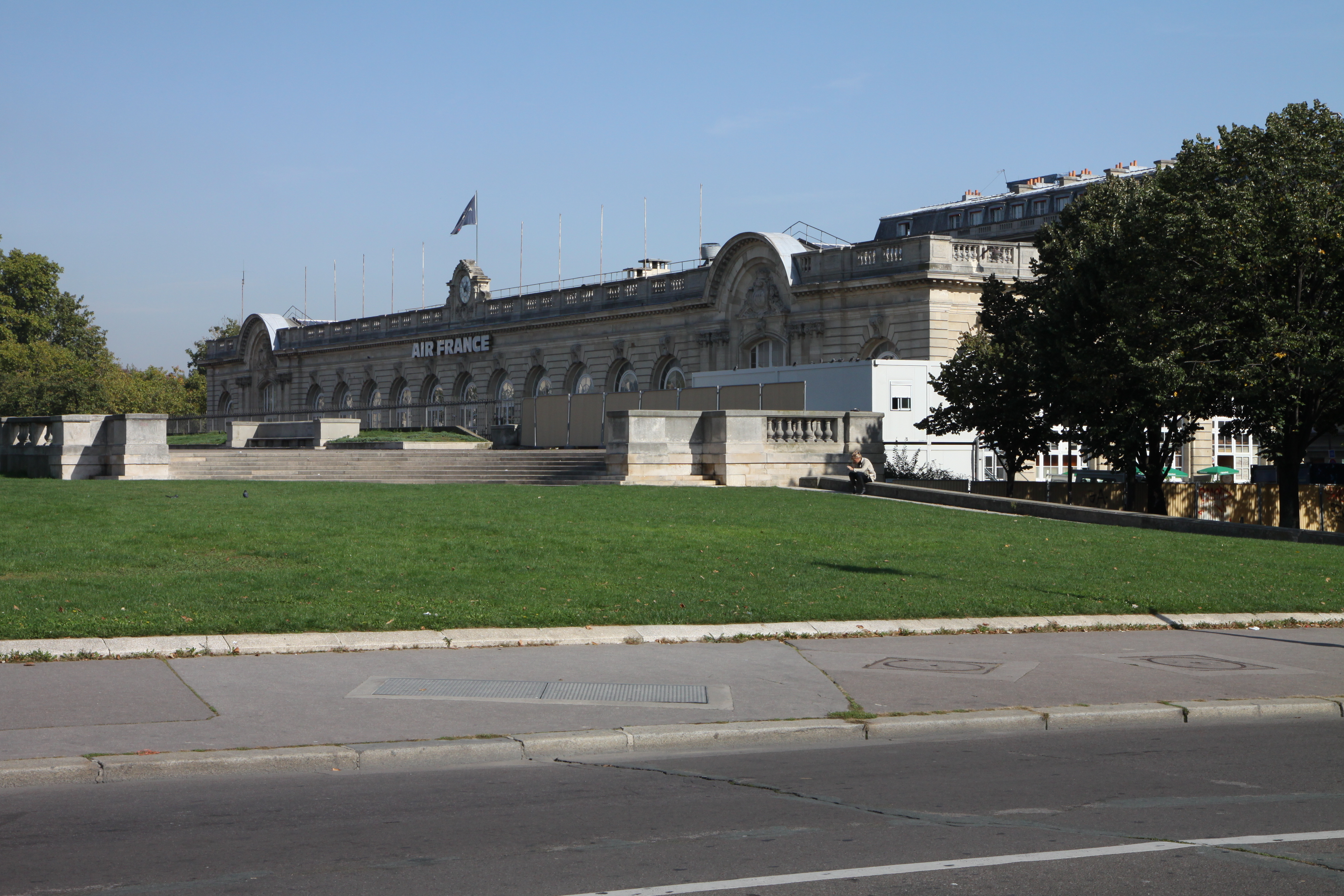
إلى الشمال الشرقي، محطة إنفاليد.
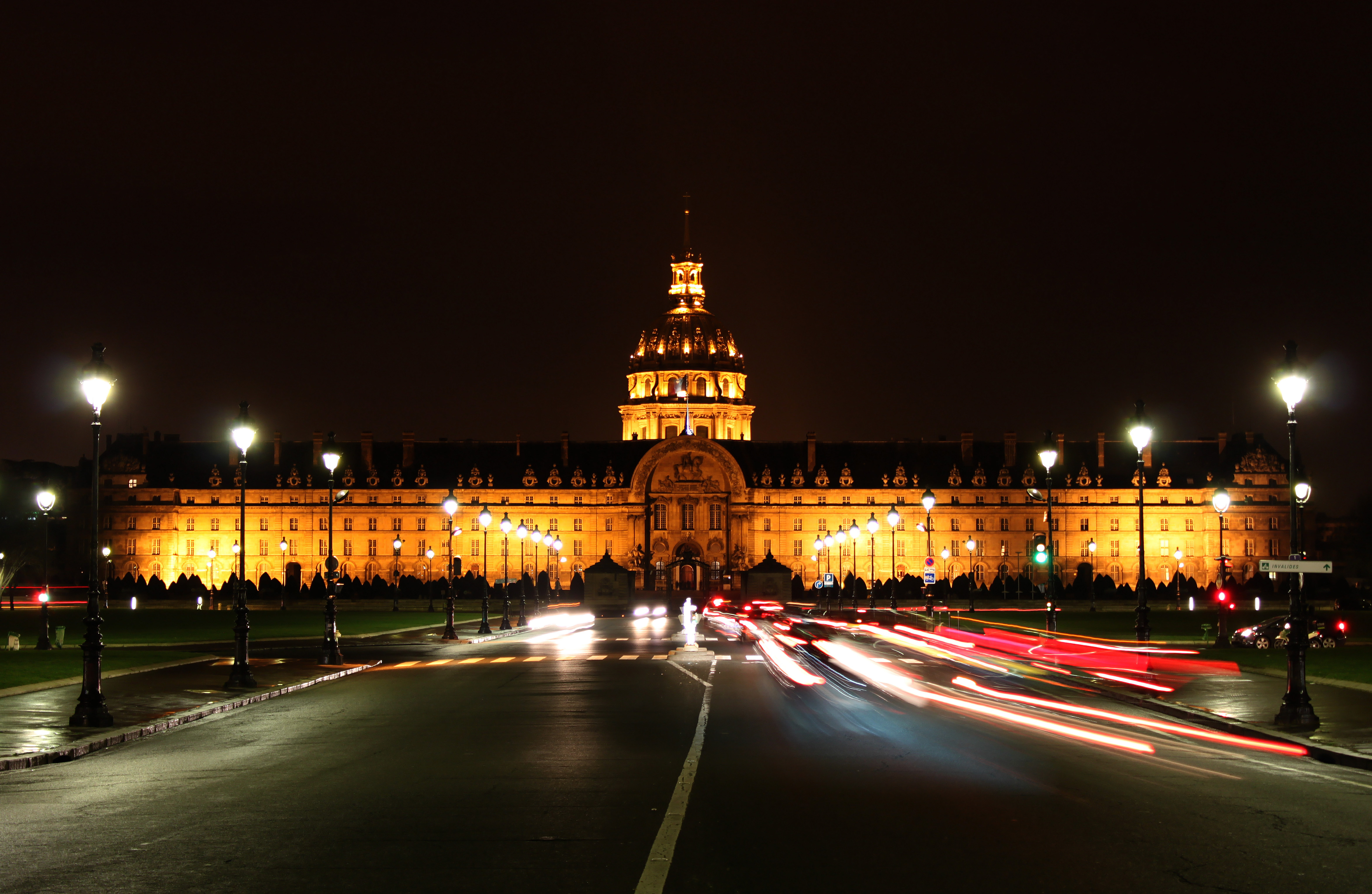
الساحة ليلاً، مع واجهةقصر الأنفاليد.
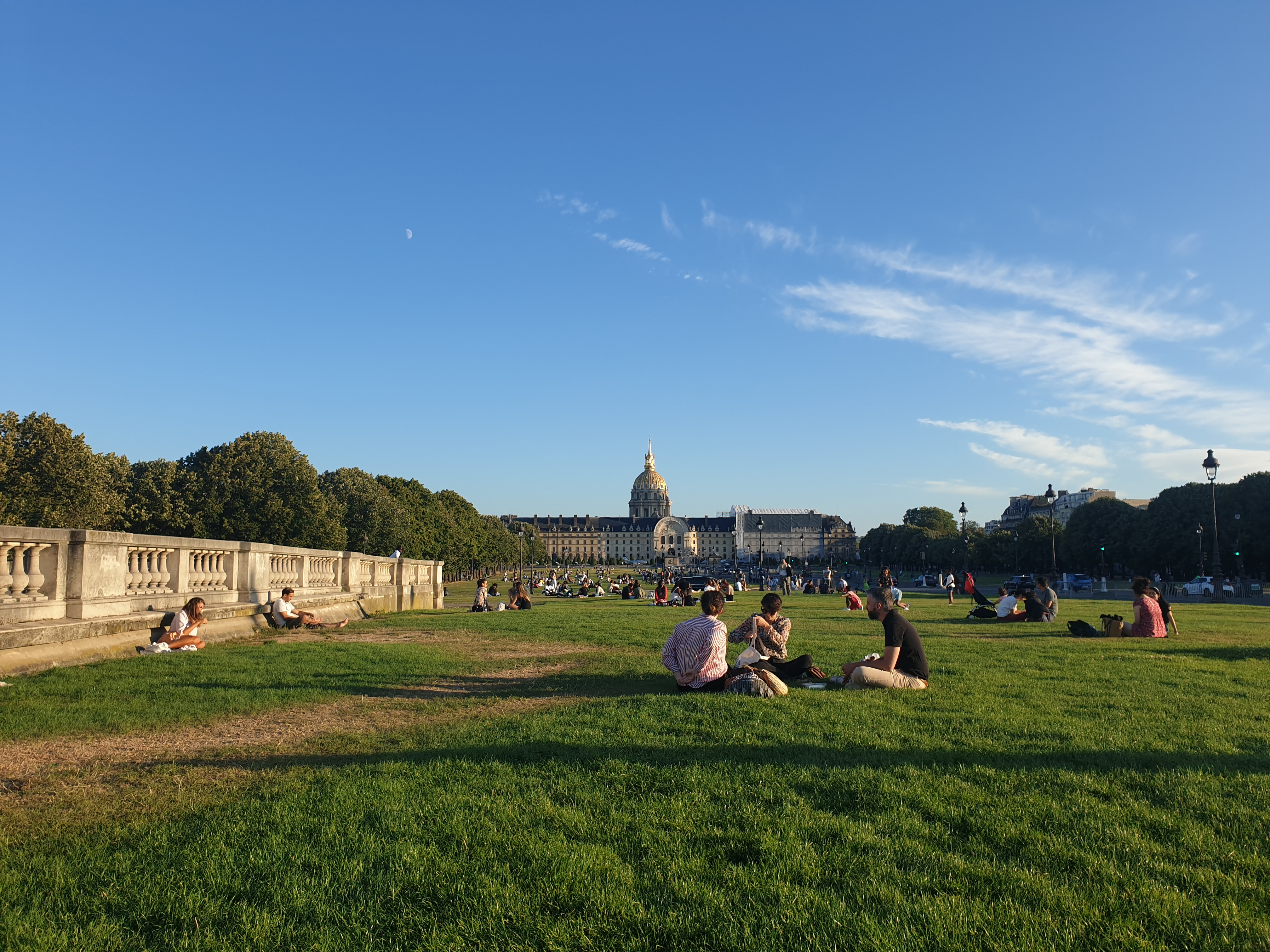
إسبلاناد الأنفاليد في عام 2022.

كان المتنزه في الأصل مملوكًا للدولة، ثم تم التنازل عنه لمدينة باريس بموجب قانون 4 حزيران-يوليو 1853.
وفي عام 1883 قامت مظاهرة تسمى " العمال العاطلين عن العمل »، تم خلالها نهب المخابز في الحي. لويز ميشيل، التي شاركت، حكم عليها بالسجن ست سنوات ; أطلق سراحها عام 1886.
بمناسبة المعرض العالمي لعام 1900، الذي تم خلاله تغطية الساحة بأجنحة مؤقتة، تم ربط الساحة بشارع الشانزليزيه بفضل بناء جسر ألكسندر الثالث. في نفس الوقت تم بناء محطة إنفاليد والتي تحولت إلى محطة لأورلي في عام 1948 وتم ربطها بـ RER C في عام 1979، لتصبح مركز نقل متعدد الوسائط.
تم تصنيف الموقع بقرار وزاري بتاريخ 19 تشرين ثاني-نوفمبر 1910.
في 5 آب-أغسطس 1918، أثناء الحرب العالمية الأولى، انفجرت قذيفة أطلقها جروس بيرثا في إسبلاناد الأنفاليد .

## فيلموغرافيا
- 2013 : هو صبي, فيلم لديفيد مورو.

## فهرس
- جاك هيليريت ، معرفة باريس القديمة ، Éditions de Minuit/Le Club Français du Livre، 1956، ص. 392

```
.
```

## الملاحق

### انظر ايضا
- 7 منطقة باريس

### رابط خارجي
- Esplanade des Invalides على الموقع الإلكتروني لبلدية باريس

قالب:Palette